# Дю Рё, Жан II де Крой
Жан де Крой (фр. Jean de Croÿ; ум. 9 июня 1581, Монс) — 2-й граф дю Рё и Священной Римской империи, военачальник и государственный деятель Испанских Нидерландов, статхаудер Фландрии.

## Биография
Сын Адриена де Кроя, графа дю Рё, и Клод де Мелён.
Начинал службу под командованием своего отца в последних Итальянских войнах. В 1552 году был оставлен командовать в захваченном у французов Эдене. Адриен де Крой разрешил сыну сдать крепость противнику только при условии отражения трёх штурмов, угрожая в противном случае заколоть кинжалом, если тот попадётся ему на глаза. Крепость капитулировала после двухдневного яростного обстрела.
В 1553 году Жан де Крой наследовал отцу как граф дю Рё.
В 1562 году был рекомендован графом Эгмонтом на вакантный пост губернатора Нового Эдена, но правительство сделало выбор в пользу кандидата, предложенного кардиналом Гранвелем. В качестве компенсации де Крой был назначен капитаном валлонской ордонансовой роты тяжеловооружённых всадников.
Протест нидерландской знати Маргарите Пармской 5 апреля 1566, и направление Генеральными штатами сеньоров де Монтиньи и ван Бергена к королю с просьбой прекратить религиозные гонения, дали возможность де Крою продемонстрировать свою преданность короне и религии. В мае на штатах Артуа он призвал сословия выступить против гёзов, и заявил, что сам со шпагой в руке пойдёт на недовольных. Эгмонту с трудом удалось его успокоить, но штаты провинции избрали графа делегатом для вручения регентше письменного заверения в их преданности католической церкви.
Ревностная приверженность католицизму сделала его весьма популярным в Артуа, и вызвала недовольство Эгмонта, завидовавшего успехам своего бывшего протеже.
Восстание иконоборцев заставило власти принять решительные меры, и 26 декабря граф дю Рё, находившийся в подчинении у губернатора Эно сеньора де Нуаркарма, был назначен командиром семи пехотных знамён, с заданием овладеть Валансьеном, который использовался мятежниками для доступа в валлонские провинции. Валансьенцы отчаянно защищались, в ходе одной из вылазок даже заставили банду де Кроя укрыться в монастыре Сен-Сольв, но 29 декабря Нуаркарм и дю Рё разгромили у Ланнуа кальвинистские банды, шедшие на помощь городу.
2 января 1567 Нуаркарм вступил в Турне и заставил его жителей принять гарнизон, а дю Рё был послан наводить порядок в Эре и Сент-Омере (18 января 1567).
Когда Нуаркарм отправился продолжать осаду Валансьена, граф был оставлен губернатором в Турне. 24 февраля вошёл в город со своим валлонским полком, и в городских документах за март месяц фигурирует как губернатор и капитан города, сите и бальяжа Турне и Турнези. 15 марта приказал повесить в цитадели пятерых иконокластов, и усилил репрессии после падения Валансьена.
В июне отправился в Брюссель, чтобы добиться разрешения повесить ещё дюжину протестантов из числа ста пяти, арестованных им в Турне. Получил согласие правительства, и в октябре был утверждён герцогом Альбой в качестве сюринтенданта Турне и Турнези.
Незадолго до пасхи 1568 года Альба назначил Жана полковником одного из четырёх валлонских пехотных полков, с заданием помешать соединению французских гугенотов с лесными гёзами на границе Артуа. В июле 1568 года граф нанёс поражение сеньору де Коквилю, вторгшемуся в Нидерланды с французской территории во главе войска кальвинистов, и засевшему в Оси-ле-Шато, откуда его люди совершали грабительские рейды в Пикардию. Коквиль был отброшен обратно во Францию, схвачен властями Карла IX в Сен-Валери, и повешен. За эту победу дю Рё был награждён должностью капитан-генерала валлонских кавалерии и пехоты.
В период борьбы герцога Альбы со вторжением армии Вильгельма Оранского, Жан де Крой 3 сентября занял своими войсками цитадель Антверпена, а 21 октября со всей возможной скоростью был по воде переброшен в Брюссель, чтобы обеспечить безопасность герцога ван Арсхота и Государственного совета.
20 декабря Альба вернулся в столицу с победой, и распустил валлонские войска, отослав дю Рё в его поместья. 4 июля 1570 король вознаградил графа за службу, пожаловав ему в вечную ренту 3000 флоринов. Предложение снова назначить его губернатором Турне было двором отклонено.
В апреле 1572, вследствие новых военных успехов гёзов, взявших Бриль, Альба снова призвал дю Рё на службу. Тот поначалу отказался, но затем возглавил предложенный ему полк. После безуспешной попытки ввести гарнизон в Мехелен, в мае 1572 граф участвовал в осаде Монса.
В июне Альба послал де Кроя в Брюгге для защиты побережья от налётов морских гёзов, но тот не смог помешать противнику доставить 23 орудия в Урсель.
3 июля 1572 года граф дю Рё был назначен статхаудером Фландрии, что вызвало сильное недовольство населения провинции. Подавил восстание, начавшееся 18 июля в Брюгге из-за грабежей и насилий его солдат. Через несколько дней отразил яростную атаку гёзов, французов и англичан, пришедших из Флиссингена. К концу месяца очистил от повстанцев район Брюгге, но не смог помешать оранжистам захватить Дендермонде (6 сентября) и Ауденарде (7 сентября). Опасаясь всеобщего восстания в провинции, потребовал подкреплений у герцога, не ручаясь, в противном случае, за то, что сумеет удержать Фландрию под контролем.
Сдача Монса и разграбление Мехелена вызвали новый патриотический подъём у фламандцев. В начале октября граф дю Рё с тысячей пехотинцев и двумя сотнями кавалерии выступил на Ауденарде. Кальвинистский гарнизон, успевший совершить там немало преступлений, покинул город вечером 4-го. На следующий день, уйдя от преследования валлонов, и обманув бдительность шателенов и приморских городов, извещённых графом об опасности, отряд гёзов неожиданно прорвался в Остенде и отплыл в Дувр. При этом они потеряли сотню своих, захваченных в плен остендскими моряками. Граф увёл пленных в Брюгге, где они были частью обезглавлены, частью повешены.
28 ноября герцог приказал де Крою усилить репрессии в отношении жителей побережья, снабжавших флиссингенских пиратов продовольствием и снаряжением. Нехватка денежных средств помешала губернатору выполнить этот приказ. В апреле 1573 он просил у эшевенов Гента выдать аванс в 2000 ливров для уплаты жалования войскам и гарнизону цитадели, а получив отказ, написал герцогу, что не сможет удержать на службе свои четыре валлонские роты. В конце концов, гентцы согласились выделить ему средства, достаточные для содержания 15 знамён.
Жан де Крой приветствовал назначение Рекесенса, надеясь, как и другие жители провинции, на то, что новое правительство покончит с чрезмерной жестокостью порядков, установленных «Кровавым Альбой», и найдёт выход из гражданской войны.
Ожидания не оправдались. В период осады Лейдена флиссингенские мятежники собирались провести крупную диверсию на побережье. Дю Рё в августе 1574 известил об их планах Рекесенса, и предписал городам самим позаботиться об обороне, так как правительство бессильно им помочь.
После провала блокады Лейдена Рекесенс собрал 10 ноября в Брюсселе губернаторов провинций и Государственный совет, предложив вступить в переговоры с мятежниками Голландии и Зеландии, но проект также провалился, поскольку король отказался идти на уступки. Летом 1575 года война возобновилась с новой силой. Принц Оранский готовился напасть на Дюнкерк, но дю Рё, извещённый брюггцами о планах противника, сумел ему помешать (январь 1576).
Неожиданная смерть Рекесенса 5 марта 1576 погрузила валлонские провинции в состояние анархии. Государственный совет требовал распустить имеющиеся войска, угрожавшие мятежом, и набрать на их место другие, но не имел для этого финансовых ресурсов.
Вернувшись во Фландрию, дю Рё собрал в Дюнкерке небольшую флотилию для участия в осаде Зирикзее (2 апреля), но едва это место сдалось, как испанцы подняли мятеж, 25 июля 1576 захватили Алст, после чего разграбили и сожгли деревни до самых ворот Гента. Дю Рё не смог этому помешать, так как его части обороняли города побережья от налётов флота принца Оранского. Удалось лишь отправить небольшой отряд, чтобы перекрыть дорогу из Алста на Гент.
После испанского погрома в Антверпене Жан де Крой, как и большинство валлонских командиров, перешёл на сторону федералистов. По примеру штатов Брабанта штаты Фландрии приняли на себя полноту власти в провинции, и назначили графа дю Рё главнокомандующим. Он высказался за созыв конференции всех статхаудеров провинций и Генеральных штатов. Призвав войска пограничных гарнизонов, валлонский отряд, и набрав ещё 17 знамён, граф занял Брюгге и Гент, а также перекрыл все пути к Алсту.
Перебросив в Гент 14 знамён, он 16 сентября осадил цитадель, некогда построенную его отцом. Там командовал Антонио де Аламос Мальдонадо, лейтенант полковника Мондрагона, арестованного собственными войсками в Зирикзее. Граф просил у принца Оранского прислать подкрепления и артиллерию, и 26-го в город прибыл полковник Оливер ван ден Тимпел с крупными силами. Тем временем мятежники Алста соединились с испанскими солдатами, разграбившими Антверпен.
7 ноября, накануне подписания Гентского умиротворения, валлоны и оранжисты безуспешно штурмовали замок, и 10-го, после публикации договора, гарнизон капитулировал.
В январе 1577 граф подписал Брюссельскую унию, но после прибытия в Нидерланды нового испанского наместника, дона Хуана Австрийского, и издания 12 февраля Вечного эдикта, он одним из первых вернулся в испанский лагерь (май 1577). Штаты Фландрии 20 сентября сместили его с поста статхаудера, назначив на эту должность герцога ван Арсхота.
После взятия испанцами в июле цитадели Намюра граф дю Рё был поставлен там губернатором, и стал адъютантом принца. 31 декабря де Крой стал членом его совета. После разгрома войск штатов в битве при Жамблу 31 января 1578, пленники были отосланы в Намюр, и графу было приказано утопить их в Маасе. Дю Рё написал принцу, что не может поверить в столь бесчеловечный приказ, но согласился выполнить его, в случае подтверждения. По свидетельству современника, большое количество шотландцев действительно было брошено в реку, а остальных пленных Хуан Австрийский распорядился отослать во Францию. 10 февраля дю Рё привёл их в Динан. В конце месяца Генеральные штаты собрались в Брюсселе, чтобы обсудить его действия, а граф ответил на это, овладев Биншем (15 марта). Ненависть федералистов к графу дею Рё была так велика, что его (вместе с Шарлем де Берлемоном) потребовали исключить из любого соглашения, в ходе мирных переговоров с доном Хуаном.
Алессандро Пармский также пользовался услугами Жана де Кроя, не занимавшего в то время официальных должностей, послав его на переговоры с колеблющимися валлонскими дворянами Брюгге и Гента, недовольными кальвинистским режимом.
В июле 1579 граф командовал экспедицией в Гелдерн, и пытался добиться  сдачи Хертогенбоса, в октябре действовал у Тюрнхаута и Гела, в начале ноября угрожал Антверпену. 20 ноября герцог послал его на помощь Недовольным против Ла Ну, дав три полка. О последних годах жизни Жана де Кроя известно мало. Он умер в Монсе 9 июня 1581.

## Семья
Жена (1568): Мари де Рекур, дочь Жана де Рекура, барона де Лик, и Изабеллы де Фукесоль. Брак бездетный. Графство Ле-Рё перешло к младшему брату Жана, Эсташу I де Крою.
По словам Виктора Фриса, автора статьи в «Бельгийской национальной биографии», у графа было несколько дочерей, младшая из которых, прозванная La bella Franchina, была официальной любовницей герцога Пармского.